# Prosoplus subinterruptus
Prosoplus subinterruptus là một loài bọ cánh cứng trong họ Cerambycidae.